# Tosia Altman

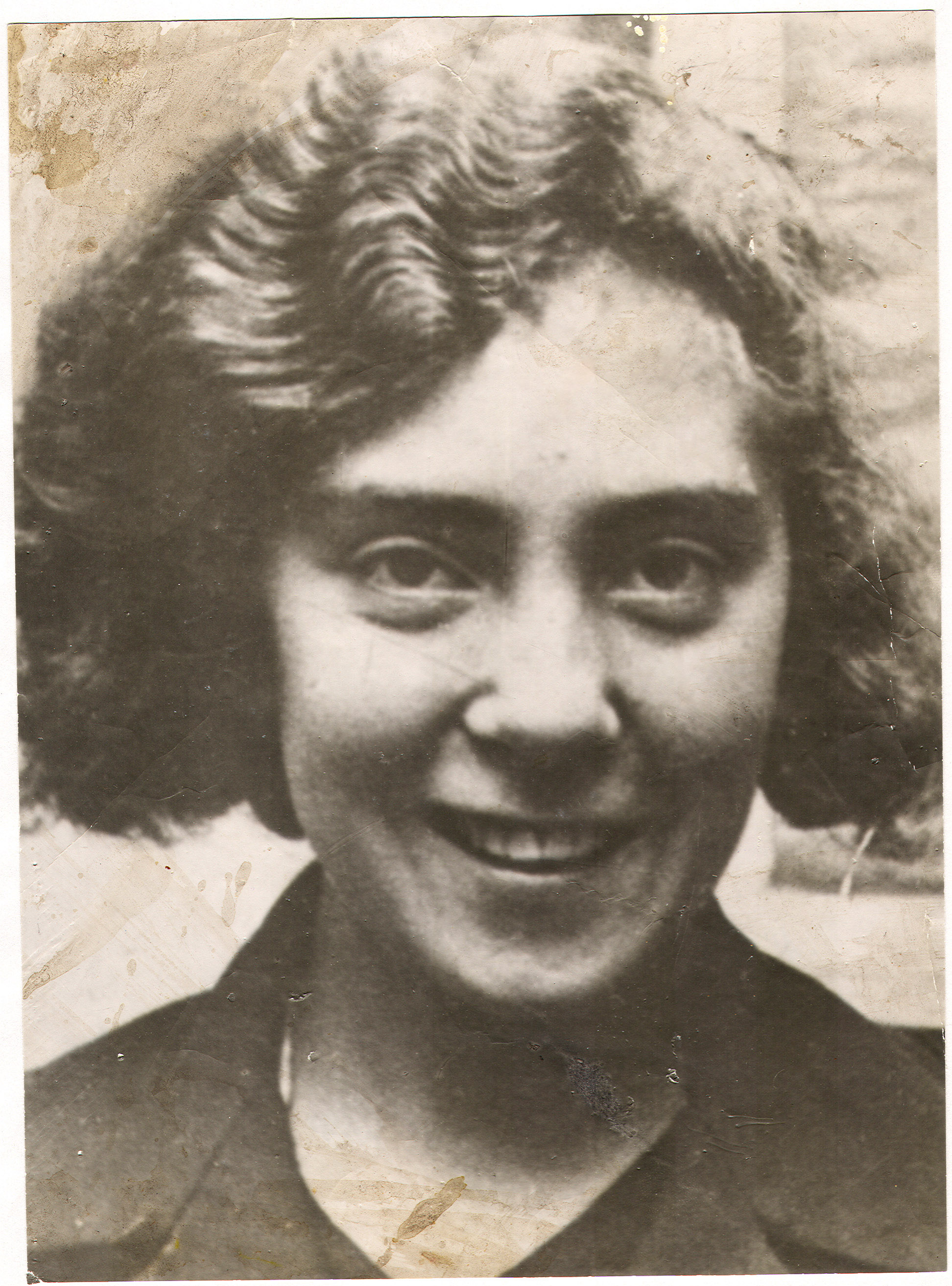
Tosia Altman, 1943

Tosia Altman (hebräisch טוסיה אלטמן; geboren am 24. August 1919 in Lipno, gestorben am 26. Mai 1943 in Warschau) war eine polnische jüdische Widerstandskämpferin während der deutschen Besetzung Polens im Zweiten Weltkrieg. Als führendes Mitglied der zionistischen Jugendorganisation Hashomer Hatzair (Der Junge Wächter) und der Jüdischen Kampforganisation (ŻOB) spielte sie eine bedeutende Rolle bei der Organisation des jüdischen Widerstands. Sie starb beim Aufstand im Warschauer Ghetto.

## Kindheit und Jugend
Tosia Altman wurde am 24. August 1919 als Tochter von Anka und Gustaw Altman in Lipno, Polen, nahe der Stadt Włocławek geboren. Ihre Familie gehörte der liberalen jüdischen Mittelschicht an; ihr Vater war Uhrmacher und besaß ein Juweliergeschäft in Włocławek. Die Eltern ermöglichten Tosia den Besuch eines säkularen hebräischsprachigen Gymnasiums, wo sie unter anderem Polnisch erlernte.
Mit elf Jahren trat Tosia der sozialistisch-zionistischen Jugendbewegung Hashomer Hatzair (Der Junge Wächter) bei. Diese internationale Organisation verband Elemente der Pfadfinder-Bewegung mit dem Ziel einer kollektiv-sozialistischen Zukunft in Palästina. Bemerkenswert war die Gleichberechtigung von Mädchen innerhalb der Bewegung. Altman übernahm schnell Führungsaufgaben. Sie wurde zur Repräsentantin ihrer lokalen Gruppe gewählt und arbeitete an der Herausgabe der Zeitung Hanawadim (Die Nomaden) mit. Mit 16 Jahren nahm sie als führendes Mitglied 1935 an der Vierten Weltkonferenz von Hashomer Hatzair in Poprad in der heutigen Slowakei teil.
1938 schloss sich Altman einer Hachschara-Gruppe (Ausbildungskibbuz) in Częstochowa an, um sich auf die Auswanderung nach Palästina (Alija) vorzubereiten. Noch im selben Jahr wurde sie jedoch in die Zentrale Leitung von Hashomer Hatzair nach Warschau berufen und gab daraufhin ihre Auswanderungspläne auf.

## Deutscher Überfall auf Polen und Zweiter Weltkrieg

### Arbeit im Exil
Als die deutschen Truppen im September 1939 in Polen einfielen, floh Altman mit Adam Rand, einem Führer von Hashomer Hatzair, zu Fuß nach Ostpolen in das damals polnische Rivne (heute Ukraine). Nach dem Einmarsch sowjetischer Truppen in die Region stand die zionistische Jugendorganisation vor einem ideologischen Dilemma zwischen ihren sozialistisch-zionistischen Zielen und einer möglichen Sympathie für den sowjetischen Kommunismus.
Die Führungsgruppe, der Altman angehörte, entschied sich, das vorläufige Hauptquartier von Hashomer Hatzair ins Exil nach Vilnius zu verlegen. Die zu der Zeit litauische Stadt, als „Jerusalem des Ostens“ bekannt, war ein bedeutendes Zentrum jüdischer Kultur und Gelehrsamkeit. Die Tätigkeit von Hashomer Hatzair konzentrierte sich in dieser Phase noch darauf, jungen Menschen die Flucht nach Palästina zu ermöglichen, denn Vilnius war einer der wenigen verbliebenen Ausgangspunkte für eine legale jüdische Einwanderung nach Palästina.

### Kuriertätigkeit im Untergrund

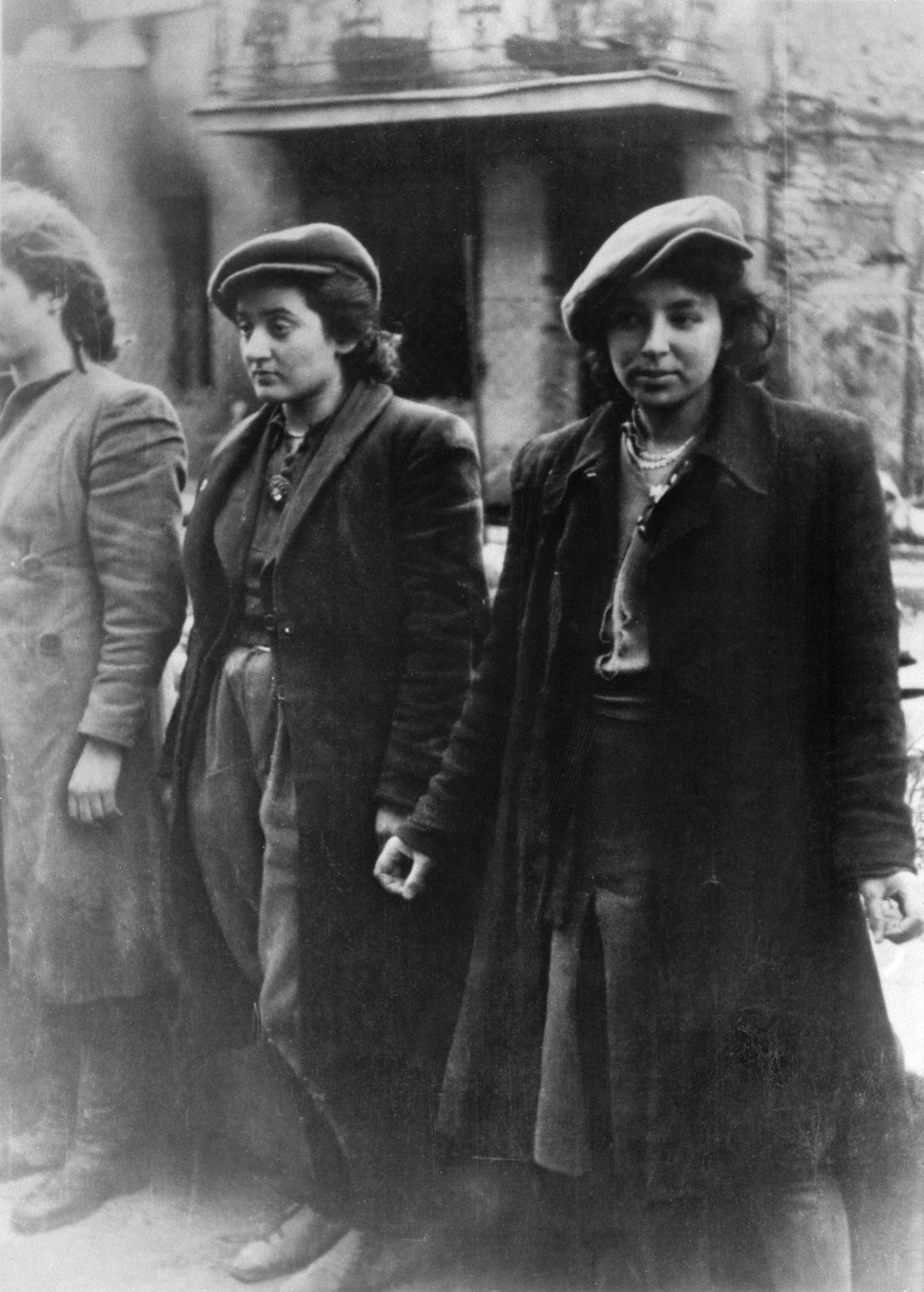
Widerstandskämpferinnen im Warschauer Ghetto 1943 (v. l. n. r. Rachela Wyszogrodzka, Bluma Wyszogrodzka, Małka Zdrojewicz) (Bildunterschrift der SS: „Mit Waffen gefangene Weiber der Haluzzenbewegung“)

Als die Bedingungen durch den Krieg schwieriger wurden, änderte die Organisation ihre Prioritäten. Die Führungsgruppe von Hashomer Hatzair, darunter Tosia Altman, Mordechaj Anielewicz, Jitzhak Zuckerman, Zivia Lubetkin und Arie (Izrael Chaim) Wilner, beschloss angesichts der sich verschlechternden Lage in den Ghettos, auf ihre eigenen Ziele zu verzichten und die jüdische Bevölkerung zu unterstützen. Sie entsandten einige führende Mitglieder in das besetzte Generalgouvernement, um Untergrundstrukturen aufzubauen.

### Organisation des Widerstands
Als erste wurde Tosia Altman gesandt, die als inspirierende Anführerin und gute Organisatorin galt. Mit ihrem blonden Haar und akzentfreien Polnisch gab sie sich mit gefälschten Papieren als christliche Polin aus. Zwei ihrer Versuche, die sowjetische und die deutsche Grenze zu überwinden, scheiterten, der dritte gelang. Im Dezember 1939 konnte Altman ihre Familie in Włocławek sehen, danach reiste sie weiter nach Warschau.
Altman folgten weitere Mitglieder des Jungen Wächters. In Warschau gründete die Jugendgruppe illegale Schulen, Bibliotheken, Jugendgruppen und Ausbildungskibbuzime, fälschte Dokumente und gab eine Untergrundzeitung heraus. Bei der Untergrundarbeit spielten Frauen eine entscheidende Rolle: Sie sollten die Führung übernehmen, wenn männliche Führer gefangen, geflohen oder gefallen waren. Besonders als Kurierinnen übernahmen sie gefährliche Aufgaben im Untergrund: Sie transportierten unter Lebensgefahr Informationen, Geld, Medikamente, gefälschte Pässe und auch Menschen in und aus den Ghettos.

### Altmans Rolle
Tosia Altman reiste trotz strikten Verbots (bei Entdeckung hätte ihr die sofortige Erschießung gedroht) durch die besetzten Gebiete. Sie reorganisierte soziale Aktivitäten in verschiedenen Städten, baute lokale Widerstandsgruppen auf, half Juden bei der Flucht aus dem Warschauer Ghetto und unterstützte die Bildung von Widerstandsgruppen. Vom „arischen“ Teil Warschaus aus half sie jüdischen Menschen, aus dem Ghetto zu entkommen und sich im polnischen Teil zu verstecken oder sich in den Wäldern Partisanengruppen anzuschließen.

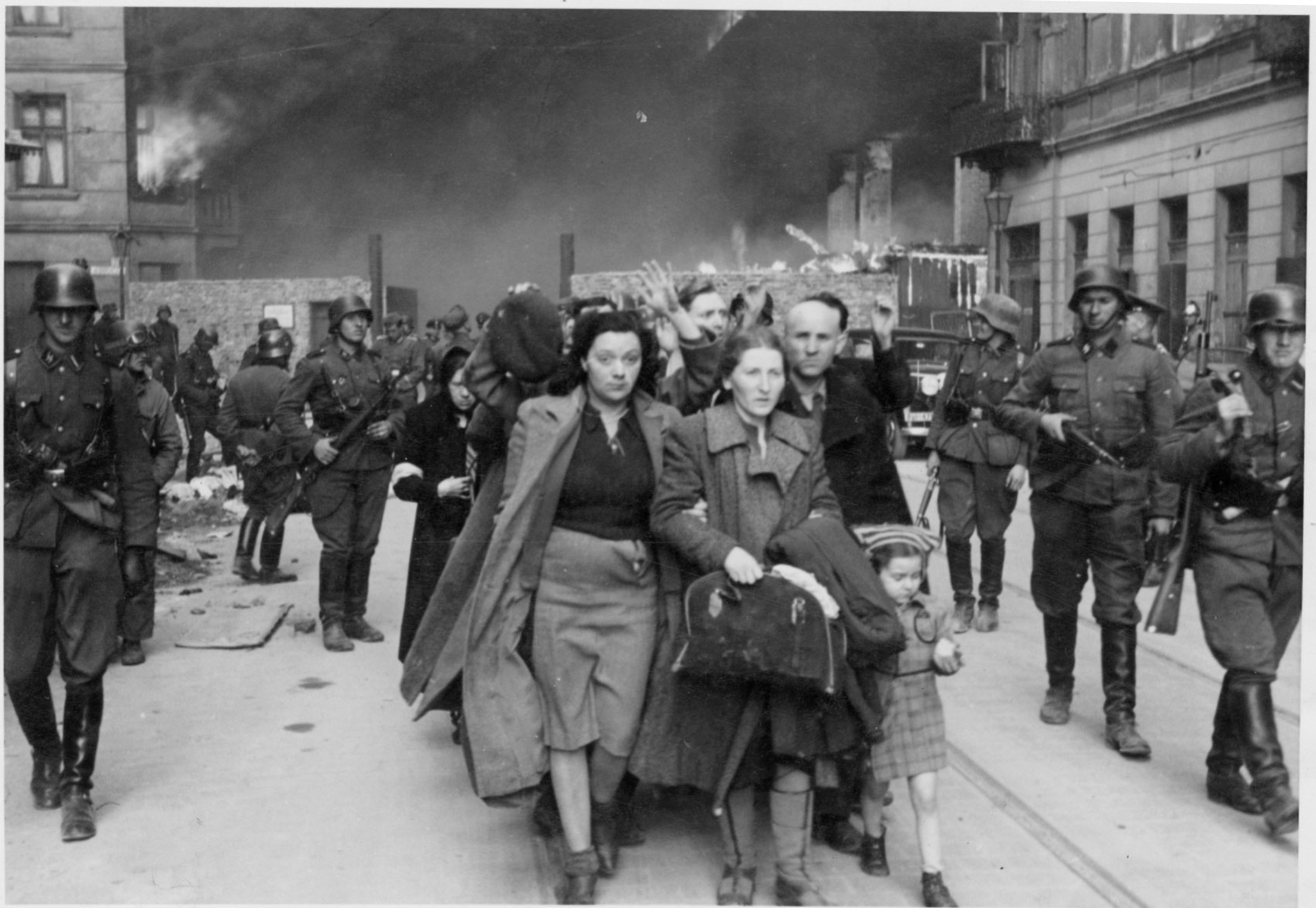
Soldaten der Waffen-SS führen jüdische Gefangene zum Deportationsplatz (1943)

Altmans Aufgabe war zudem die Kommunikation zwischen den verschiedenen Zentren des jüdischen Widerstands. Sie stand in Verbindung mit Führungspersonen des Hashomer Hatzair in Wien (Adam Rand), in der Schweiz (Nathan Schwalb und Heini Bornstein) sowie in Palästina. Mittels verschlüsselter Postkarten berichtete sie über das Leiden der jüdischen Bevölkerung, informierte über Deportationen, Massentötungen und Vernichtungslager und warnte vor der drohenden Auslöschung des Judentums.
Altmans Besuche in den Ghettos hatten eine wichtige psychologische Wirkung. Ihr Optimismus und ihre Fähigkeit, Hoffnung zu vermitteln, halfen bei der Aufrechterhaltung der Moral in den jüdischen Ghettos. Ihre Kampfgefährtin Chaika Grossman berichtete, Altmans Ankunft in den Ghettos habe auf die Eingeschlossenen immer wie ein frischer Wind gewirkt, der ihre Isolation durchbrach. Tosia habe sie ermahnt, nicht nur die negativen Aspekte des Lebens zu sehen:

„Wenn du nur diese Dinge siehst, wirst du den Kampf nicht gewinnen. […] Warum verstehst du nicht, dass wir ein großes Privileg haben, das nicht vielen gegeben ist: sich am Leben zu freuen und zu leiden, endlos zu leiden. Wir haben auch das Recht zu hungern. Normale Menschen haben dieses Recht nicht. Wenn sie hungrig sind, beklagen sie sich bitterlich. Für uns ist es ein Privileg, hungrig zu sein, zu leiden und uns nicht zu beschweren. Es ist ein großes Privileg. Also sorge dich nicht. Vor dir liegt das Leben, nimm es an in seiner Fülle.“

### Aufruf zum bewaffneten Kampf
Am 24. Dezember 1941 begaben sich Tosia Altman und Chaika Grossman ins Vilnauer Ghetto, wo sie mit Abba Kovner und anderen Führungspersonen des Hashomer Hatzair zusammentrafen. Die Kurierinnen informierten über die Erschießungen und Deportationen im Warschauer und anderen Ghettos. In Vilnius hatten SS-Einheiten und litauische Kollaborateure bereits die Hälfte der jüdischen Bevölkerung ermordet, unter anderem bei dem Massaker von Ponary. Angesichts dieser Lage beschloss die Führungsgruppe, die Informationen über die Vernichtungsabsichten der Deutschen offen zu verbreiten und in den Ghettos zum bewaffneten Widerstand aufzurufen.
Am Silvesterabend 1941 versammelten sich etwa 150 junge Jüdinnen und Juden unter dem Vorwand einer Neujahrsfeier in einer Küche im Vilnauer Ghetto in der Straszunstraße 2. Diese Tarnung diente dazu, die Aufmerksamkeit der deutschen und litauischen Wachen abzulenken, die an diesem Abend ohnehin alkoholisiert waren. Bei diesem konspirativen Treffen verlasen Abba Kovner (auf Jiddisch) und Tosia Altman (auf Hebräisch) den später als „Vilnauer Aufruf“ bekannt gewordenen Text. Der Aufruf markierte einen Wendepunkt in der Organisation des jüdischen Widerstands gegen die nationalsozialistische Vernichtungspolitik:

„Lasst nicht zu, dass wir wie Schafe zur Schlachtbank geführt werden! Jüdische Jugend, traut nicht denen, die euch betrügen. Von den 80.000 Juden in ‚Yerushalayim de Lita’ (‚litauisches Jerusalem‘) sind nur noch 20.000 übrig. Unsere Eltern, unsere Brüder und Schwestern wurden vor unseren Augen verschleppt. Wo sind die Hunderte von Männern, die von Litauern zur Arbeit geholt wurden? Wo sind die nackten Frauen und die Kinder, die uns in der Nacht der Angst entrissen wurden? Wo sind die Juden von Jom Kippur? Und wo sind unsere Brüder aus dem zweiten Ghetto? Von denen, die durch die Tore des Ghettos gegangen sind, ist niemand zurückgekehrt, alle Wege der Gestapo führen nach Ponar. Und Ponar bedeutet Tod! Wer noch zögert, muss alle seine Illusionen ablegen! Eure Kinder, eure Frauen, eure Ehemänner sind nicht mehr. Ponar ist kein Konzentrationslager. Alle dort wurden erschossen. Hitler hat sich verschworen, alle Juden Europas zu töten. Und die Juden Litauens wurden als erste ausgewählt. Lasst uns nicht wie Schafe zur Schlachtbank gehen! Es stimmt, wir sind schwach und wehrlos, aber die einzige Antwort auf den Mörder ist Widerstand! Brüder! Lieber als Freikämpfer fallen, als in der Gnade der Mörder zu leben! Erhebt euch! Erhebt euch bis zu eurem letzten Atemzug.“

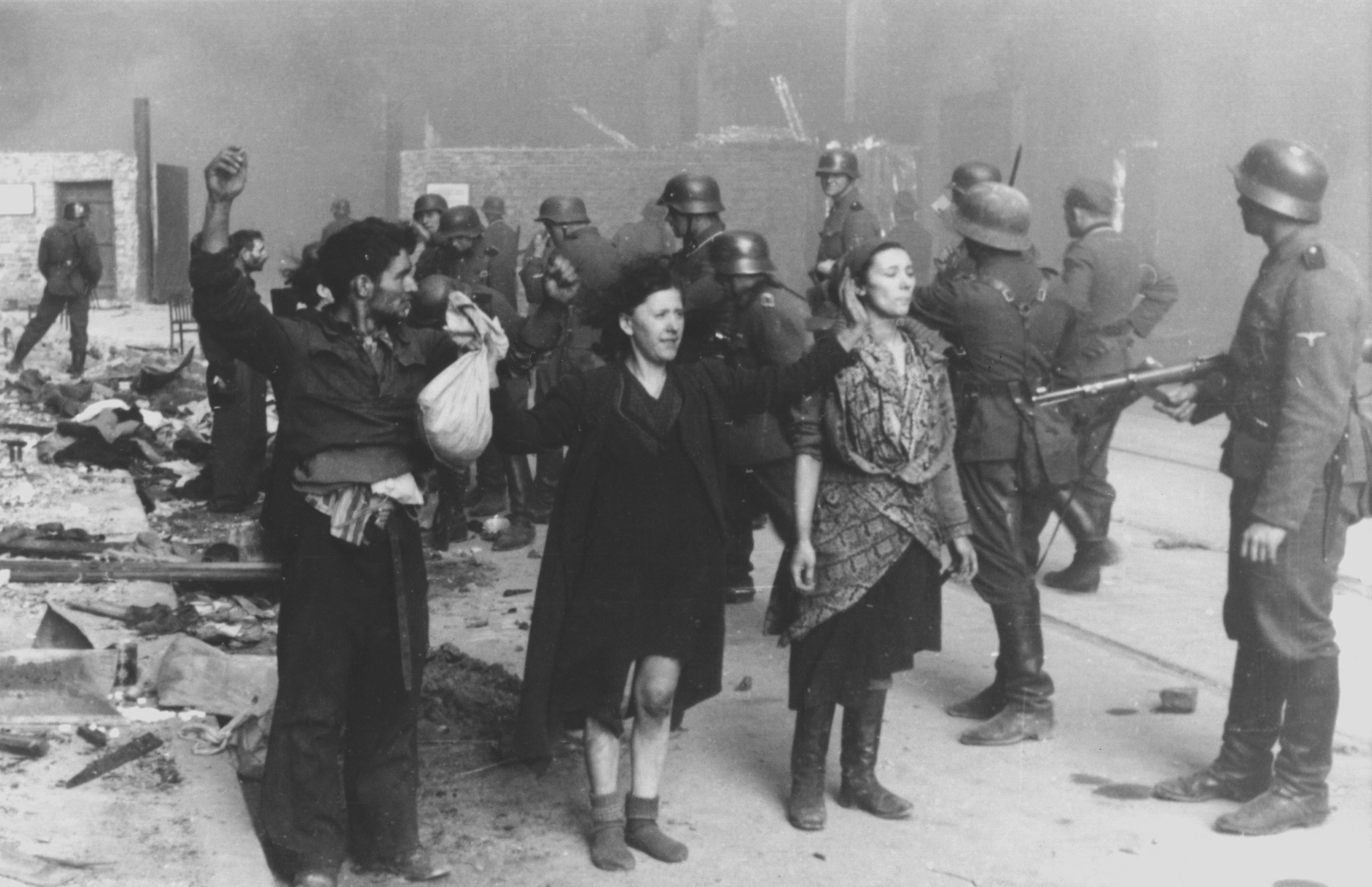
Aufständische bei der Verhaftung 1943 (Frau r.: Hasia Szylgold-Szpiro) (Originalbildunterschrift SS: „Diese Banditen verteidigten sich mit der Waffe“)

Auf ihrer Rückreise nach Warschau besuchte Tosia Altman mehrere ostpolnische Ghettos, darunter Hrodna, Białystok, Częstochowa, Będzin, Krakau, Łódź und Lwów (Lemberg), wo sie zum Widerstand aufrief. Der Aufruf fand jedoch in der durch Demütigung, Hunger und Verzweiflung geschwächten Bevölkerung wenig Anklang. Die von der SS kontrollierten Judenräte mahnten zur Zurückhaltung, und die Furcht vor blutigen Vergeltungsmaßnahmen der Besatzer war groß. Lediglich in den Jugendbewegungen entwickelte sich aus der Verzweiflung ein Widerstandsgeist.
Im März 1942 gelang es den Jugendorganisationen Hashomer Hatzair und Habonim Dror (Freiheit), gemeinsam mit der zionistischen Bewegung Poale Zion und der Polnischen Arbeiterpartei (PPR) eine überparteiliche Widerstandseinheit zu bilden: die Antifaschistische Front. Ihr Ziel war die Organisation junger Menschen in Partisanengruppen und die ideelle Anbindung an den internationalen antifaschistischen Widerstand. Doch die Hoffnung der Front auf externe Unterstützung, insbesondere durch die polnische kommunistische Partei und die Sowjetunion, erfüllte sich nicht. Die Widerstandskämpfer standen vor einem unlösbaren Dilemma: Sollten sie im Ghetto bleiben und einen aussichtslosen Kampf gegen die übermächtigen deutschen Besatzer führen? Oder sollten sie versuchen, in die Wälder zu den Partisanen zu fliehen, was aufgrund der körperlichen Anforderungen nur für wenige eine Möglichkeit war? Zudem erschwerte die Enttarnung des kommunistischen Untergrunds durch die SS die weitere Zusammenarbeit. Das Bündnis löste sich bald darauf auf.
Im Juni 1942 waren bereits 100.000 jüdische Menschen im Warschauer Ghetto an Terror, Hunger, Krankheiten und Seuchen umgekommen. In einem ihrer letzten Briefe an Adam Rand in Wien schrieb Altman im April 1942: „Die Juden sterben vor meinen Augen, und ich bin machtlos zu helfen. Hast Du jemals versucht, eine Mauer mit Deinem Kopf zu zerschlagen?“

### Gründung der Jüdischen Kampforganisation (ŻOB)

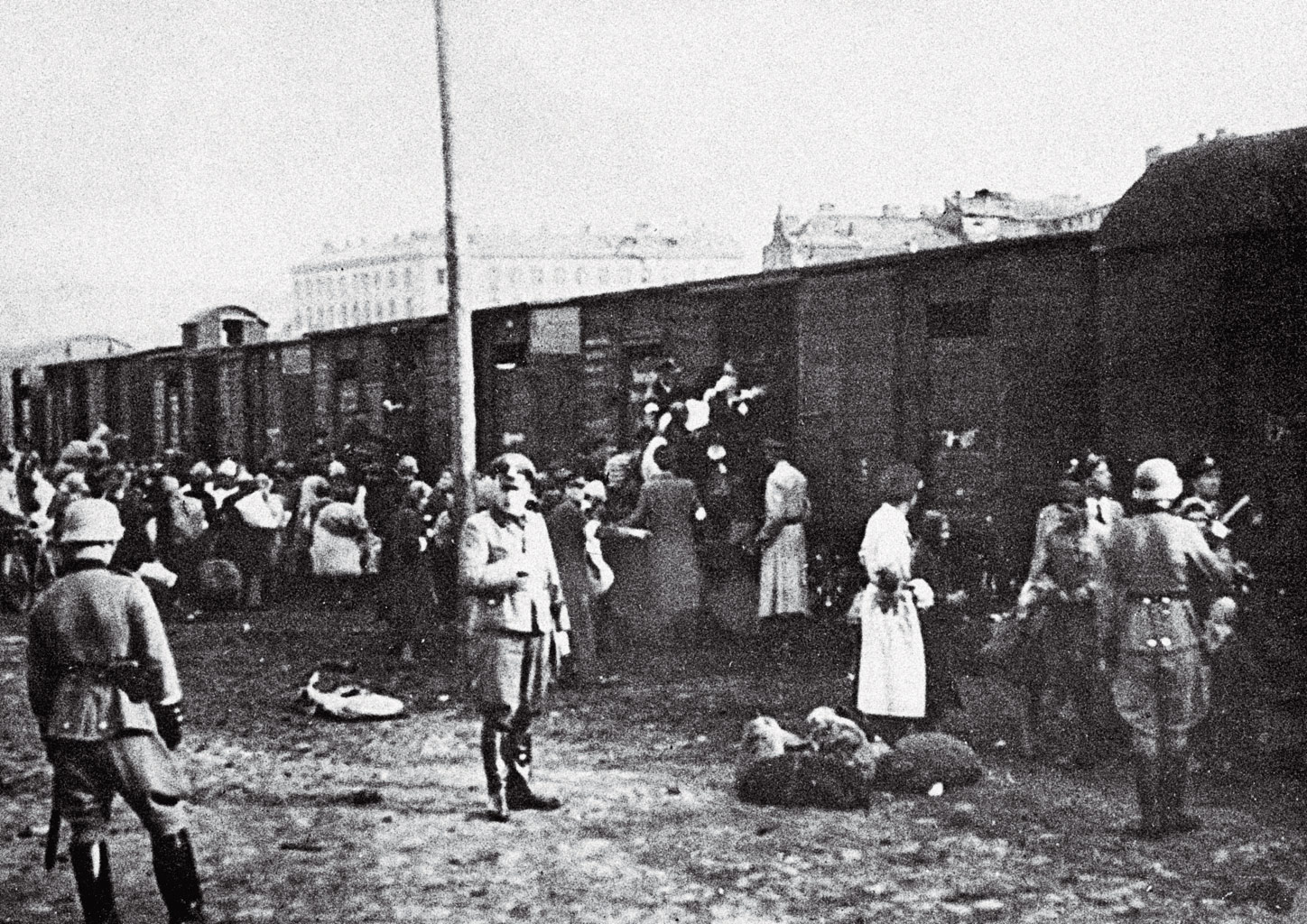
Umschlagplatz in Warschau, wo jüdische Menschen in Waggons verladen werden (zwischen 1942 und 1943)

Angesichts der systematischen Vernichtung der jüdischen Bevölkerung im Warschauer Ghetto und der drohenden Deportation in Vernichtungslager gründete sich im Oktober 1942, vor allem auf Initiative jüdischer Jugendorganisationen, die Jüdische Kampforganisation (ŻOB). Ziel der ŻOB war es, bewaffneten Widerstand gegen die deutschen Besatzer zu leisten, um die Deportationen zu verhindern und die jüdische Bevölkerung zu schützen. Eine Gruppe von Führungsmitgliedern des Hashomer Hatzair, darunter Tosia Altman, Arie Wilner, Frumka Płotnicka und Lea Perlstein, sollte Waffen und Munition organisieren. Altmans Aufgabe als Verbindungsperson der Warschauer ŻOB war die Organisation von Kontakten zur Polnischen Heimatarmee (Armia Krajowa) und zur kommunistischen Untergrundorganisation Armia Ludowa, von denen die ŻOB sich Waffen und Unterstützung erhoffte. Tatsächlich gelang es ihr, einige Waffen und etwas Sprengstoff zu besorgen und ins Ghetto zu schmuggeln. Im Krakauer Ghetto gründete Altman eine weitere Abteilung der ŻOB. Im Oktober erkannte die Polnische Heimatarmee die ŻOB an und begann im Dezember mit der Lieferung einiger Waffen. 

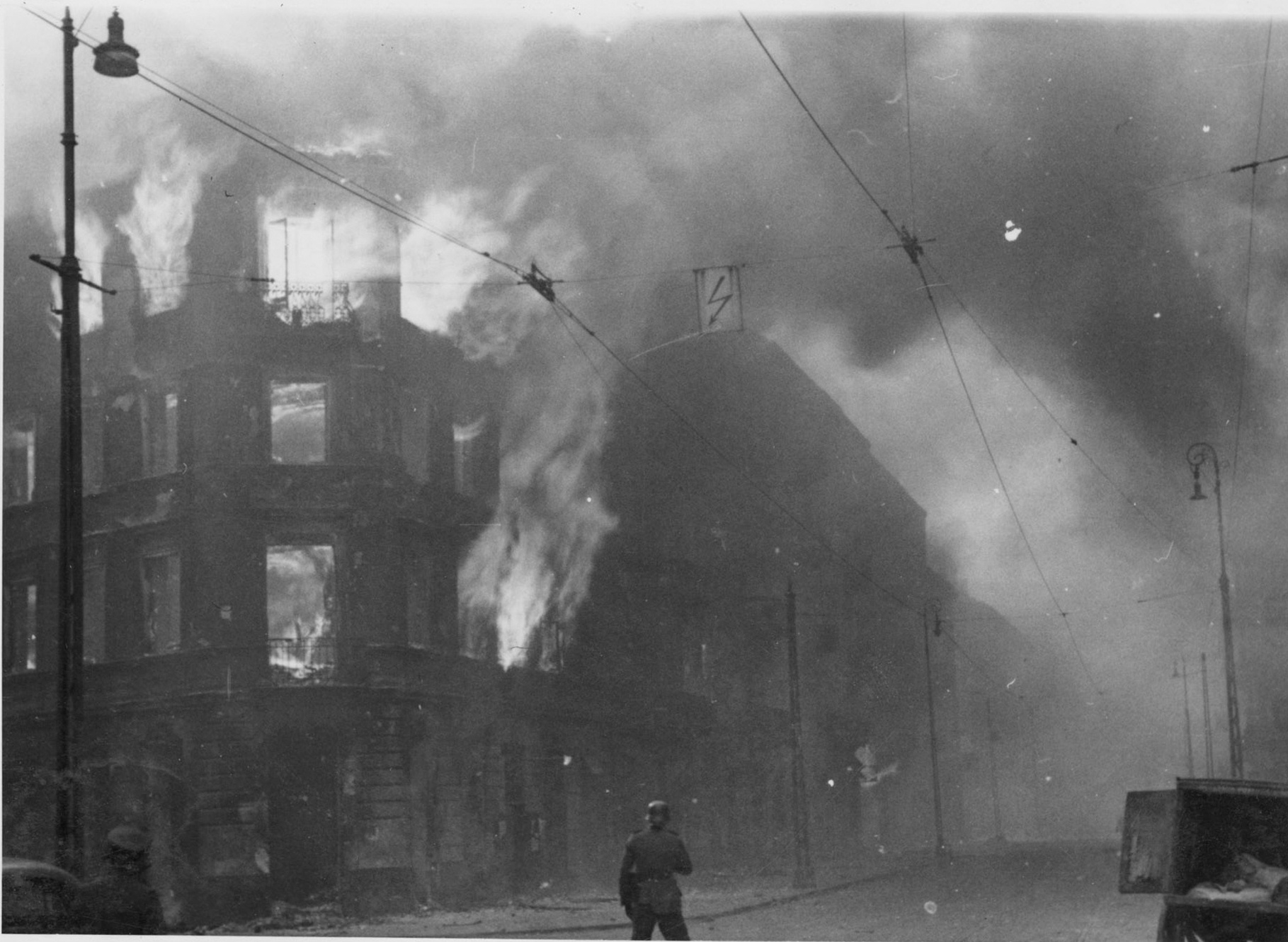
Warschauer Ghetto in Flammen während des Aufstands (SS-Foto 1943)

Als die nächste Deportationswelle im Warschauer Ghetto bevorstand, organisierte die ŻOB Widerstandszellen unter den zur Deportation zusammengetriebenen Juden, um ihre Deportation zu verhindern. Um die ŻOB zu unterstützen, ging Tosia Altman am 18. Januar 1943 mit einer weiteren Partisanin ins Ghetto und beteiligte sich mit der Gruppe um Mordechai Anielewicz an einem Überraschungsangriff auf die Deutschen. Die meisten Kämpfer und Kämpferinnen wurden bei der Widerstandsaktion getötet, nur Anielewicz gelang die Flucht. Tosia Altman wurde verwundet, verhaftet und zum Sammelplatz der Deportation nach Treblinka gebracht, dort jedoch von einem jüdischen Ghettopolizisten befreit, den man zuvor bestochen hatte.
Die Aktion trug jedoch dazu bei, dass die Polnische Heimatarmee anfing, die ŻOB ernsthafter zu unterstützen. Waffenlieferungen größeren Stils blieben weiterhin aus. Stattdessen verfertigten die Menschen im Ghetto nun Behelfswaffen wie mit Säure gefüllte Glühbirnen und Molotow-Cocktails, absolvierten Kampftrainings mit Holzgewehren und bauten Bunker, um sich bei der Liquidierung des Ghettos zur Wehr setzen zu können.
Tosia Altman und Arie Wilner gelang es, einige Waffen auf dem Schwarzmarkt im „arischen“ Teil zu kaufen. Beim Transport der Waffen ins Ghetto wurde Wilner von der SS entdeckt, doch selbst unter der Folter verriet er nichts. Er überlebte und es gelang ihm zu fliehen. Altman, die fürchten musste, dass die Deutschen sie nun ebenfalls aufspüren, kehrte ins Ghetto zurück. Statt ihrer wurde Jitzhak Zuckerman Verbindungsmann zum polnischen Widerstand.

### Aufstand im Warschauer Ghetto

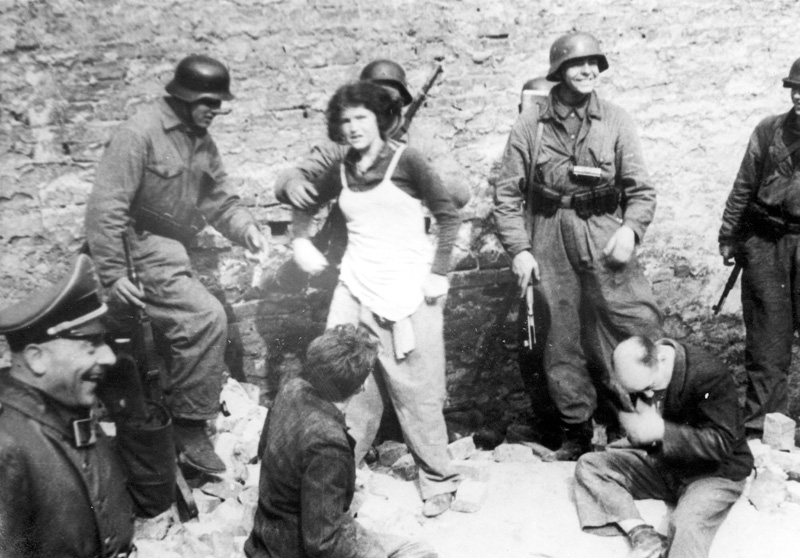
Eine Frau und ein Mann werden von Wehrmacht und SS aus einem Bunkerversteck gezerrt (1943)

Am 18. April 1943 umstellten die deutschen Truppen das Ghetto, um seine endgültige Liquidierung vorzubereiten. Nach drei Tagen fingen sie an, die Häuser anzuzünden und niederzubrennen. Altman verließ sofort ihre Wohnung im sicheren „arischen“ Teil der Stadt und schloss sich dem Kommandobunker des umzingelten Ghettos in der Miła-Straße 18 (heute: Anielewicz-Bunker) an, wo ein Teil der Führung sich verschanzt hatte. Von dort aus fungierte sie als Kurierin zwischen dem Kommando- und anderen Bunkern, in denen Verwundete untergebracht waren. Auch rettete sie einige Menschen aus den Bränden.
Am 8. Mai entdeckten die deutschen Truppen den Kommandobunker und setzten Giftgas ein, um die Widerstandskämpfenden aus dem Gebäude zu treiben. Berichten zufolge soll in dieser aussichtslosen Lage der Kommandeur die ungefähr 120 dort versteckten Widerstandskämpfer zum Suizid aufgerufen haben, um den Deutschen nicht lebend in die Hände zu fallen. Nur 21 Personen, darunter Tosia Altman, gelang eine Flucht durch die Kanalisation. Die Partisanin Zivia Lubetkin und der Kämpfer Marek Edelman kamen den Überlebenden zu Hilfe und schleusten Tosia Altman und andere auf die „arische“ Seite, wo sie in einer stillgelegten Zelluloidfabrik vorläufig unterkamen.
Am 24. Mai brach in der Fabrik ein Feuer aus. Tosia Altman erlitt schwere Verbrennungen und flüchtete ins Freie, wo die polnische Polizei sie ergriff und der Gestapo übergab. Zwei Tage später starb sie in der Haft, ob an Brandverletzungen oder an der Folter, ist ungeklärt. Nach einem zeitgenössischen Tagebuch-Eintrag erhielt sie im deutschen Krankenhaus keinerlei medizinische Versorgung und verstarb unter großen Schmerzen.

## Gedenken
Für ihre Verdienste im Untergrundkampf während der deutschen Besatzung wurde Tosia Altman am 1. April 1948 von der Volksrepublik Polen postum mit dem Silbernen Kreuz des Militärverdienstordens Virtuti Militari ausgezeichnet.
Der Fernsehfilm Uprising (2001), in dem Tosia Altman von Leelee Sobieski dargestellt wird, thematisierte Tosia Altmans Beteiligung am Ghettoaufstand. Die Historikerin Judy Batalion kritisierte die Darstellung als „klischeehaft verzerrt“: Der Film präsentiere Altman als schüchternes junges Mädchen, während sie tatsächlich schon in jungen Jahren eine Führungsrolle bei Hashomer Hatzair innehatte.